# Omarion
Omarion, właściwie Omari Ishmael Grandberry (ur. 12 listopada 1984 w Los Angeles w Iglewood w stanie Kalifornia) – piosenkarz R&B, aktor, były lider grupy B2K.
Jego matka Leslie miała 16 lat, kiedy go urodziła. Był pierwszym z siedmiorga dzieci. W 2001 wstąpił do grupy B2K. Z której po paru latach odszedł. Jego przyrodnim bratem jest Marques Houston

## Dyskografia

### Albumy
| Rok  | Album                    |
| ---- | ------------------------ |
| 2002 | B2K z grupą B2K          |
| 2003 | Pandemonium! z grupą B2K |
| 2005 | O                        |
| 2006 | 21                       |
| 2007 | Face Off z Bow Wow       |

### Single
| Rok  | Singel                | Album              |
| ---- | --------------------- | ------------------ |
| 2005 | "O"                   | O                  |
| 2005 | "Touch"               | O                  |
| 2005 | "I'm Tryna"           | O                  |
| 2006 | "Entourage"           | 21                 |
| 2006 | "Ice Box"             | 21                 |
| 2007 | "Cut Off Time"        | Feel The Noise OST |
| 2007 | "Girlfriend"          | Face Off           |
| 2007 | "Hey Baby (Jump Off)" | Face Off           |

## Filmografia
- You got Served jako David (2004)
- The Bernie Mac Show jako Shonte (2004)
- One on one jako Nyghtmare/Darius (2004)
- Fat Albert jako Reggie (2004)
- Cuts jako Darius (2005)
- The Proud Family Movie jako Fifteen Cent (głos, 2005)
- Somebody Help Me jako Darryl Jennings (2007)
- Feel the noise jako Rob (2007)
- Hype Nation (2009)
- Wrong Side of Town  (2010)

## Nagrody i nominacje
- BET Awards
  - 2005: Wybór Widza (za O) (Wygrana)
  - 2005: Najlepszy Nowy Artysta (Nominacja)
- MTV Movie Awards
  - 2006: Najlepsza Scena Taneczna (z Marquesem Houstonem) za You Got Served (Nominacja)